# Atromitos Athény
Atromitos Athény (řecky Ποδοσφαιρική Ανώνυμη Εταιρεία Ατρόμητος Αθηνών 1923 ΑΠΣ; PAE Atromitos Athinon 1923 APS) je řecký fotbalový klub z distriktu Peristeri ve městě Athény, který byl založen v roce 1923. Letopočet založení byl i součástí klubového emblému. Domácím hřištěm je stadion Peristeri s kapacitou cca 9 000 míst.
Klubové barvy jsou modrá a bílá.